# NWA World Tag Team Championship (Amarillo version)
L'NWA World Tag Team Championship (Amarillo version) è stato un titolo della divisione tag team della federazione NWA Western States Sports, associata alla National Wrestling Alliance (NWA) ed era difeso nel territorio occidentale del Texas.
Il titolo fu attivo dal 1955, quando il titolo fu importato dalla federazione di Chicago, fino al 1969, quando fu sostituito dal NWA Western States Tag Team Championship.
Come membro della NWA la federazione aveva il diritto di promuovere la propria versione del titolo ed era autorizzata a creare la propria versione della cintura.

## Storia
I territori della National Wrestling Alliance erano tenuti a riconoscere un solo campione mondiale dei pesi massimi, ma la NWA consentiva ad ognuno di essi di stabilire un titolo mondiale di coppia, rendendoli di fatto dei titoli regionali, a discapito del nome.
Nel 1955 Doc Sarpolls e Dory Funk, gestori della NWA Western States Sports, iniziarono a promuovere Reggie Lisowski e Art Neilson, detentori della versione di Chicago del titolo, riconoscendoli come campioni anche nel territorio di Amarillo, dando vita alla nuova versione del titolo. Nel novembre dello stesso anno Lisowski tornò in pianta stabile a Chicago, cedendo la sua parte della versione di Amarillo a Rip Rogers, creando quindi una linea separata del titolo. 
Il titolo rimase attivo fino al 1969, quando la federazione lo disattivò, iniziando a promuovere il NWA Western States Tag Team Championship come principale titolo della categoria tag.

## Albo d'oro
| #                                 | Campione                               | Regno | Data              | Giorni | Località                   | Evento     | Note | Fonti |
| --------------------------------- | -------------------------------------- | ----- | ----------------- | ------ | -------------------------- | ---------- | --- | ----- |
| 1                                 | Art Neilson e Reggie Lisowski          | 1     | 1955              | --     | --                         | House Show | Lisowski e Neilson erano i detentori della versione di Chicago del titolo, e a partire dal 1955 furono riconosciuti anche ad Amarillo, dando vita a questa versione del titolo. |       |
| 2                                 | Art Neilson (2) e Rip Rogers           | 1     | novembre 1955     | --     | --                         | House Show | Lisowski cedette la sua parte della versione di Amarillo del titolo a Rip Rogers, ma lui e Neilson continuarono ad essere riconosciuti a Chicago. Bob Geigel e Dory Funk sconfissero i campioni il 26 aprile 1957, ma la decisione fu ribaltata perché Dizzy Davis aveva sostituito Geigel durante l'incontro. |       |
| 3                                 | Dizzy Davis e Sonny Myers              | 1     | 7 giugno 1956     | 130    | Amarillo, Texas            | House Show | |       |
| 4                                 | Art Neilson (3) e Rip Rogers (2)       | 2     | 15 ottobre 1956   | 38     | --                         | House Show | |       |
| 5                                 | Dory Funk e Bob Geigel                 | 1     | 22 novembre 1956  | 88     | Amarillo, Texas            | House Show | |       |
| 6                                 | Dory Funk (2) e Rip Rogers (3)         | 1     | 18 febbraio 1957  | 31     | --                         | House Show | In seguito all'abbandono del territorio da parte di Geigel, Funk scelse Rogers come suo nuovo partner. |       |
| 7                                 | Great Bolo e Dizzy Davis (2)           | 1     | 21 marzo 1957     | 21     | Amarillo, Texas            | House Show | |       |
| 8                                 | Dizzy Davis (3) e Don Curtis           | 1     | 11 aprile 1957    | --     | Amarillo, Texas            | House Show | Davis e Curtis sconfissero Great Bolo e Kurt Von Poppenheim dopo che Bolo e Davis splittarono e scelsero entrambi dei nuovi partner. |       |
| —                                 | Vacante                                | —     | giugno 1957       | —      | —                          | —          | Il titolo fu reso vacante per un infortunio di Curtis. |       |
| 9                                 | Danny Plechas e Mike DiBiase           | 1     | 13 giugno 1957    | 40     | Amarillo, Texas            | House Show | In un torneo per riassegnare il titolo vacante, sconfiggendo Bob Geigel e Dory Funk in finale. |       |
| 10                                | Dizzy Davis (4) e Sonny Myers (2)      | 2     | 23 luglio 1957    | 15     | Odessa, Texas              | House Show | |       |
| 11                                | Great Bolo (2) e Tokyo Joe             | 1     | 7 agosto 1957     | --     | Wichita Falls, Texas       | House Show | |       |
| 12                                | Great Bolo (3) e Art Neilson (4)       | 1     | settembre 1957    | --     | --                         | House Show | In seguito ad un infortunio di Tokyo Joe, Great Bolo scelse Neilson come suo nuovo partner. |       |
| 13                                | Leo Garibaldi e Sonny Myers (3)        | 1     | 14 novembre 1957  | 28     | Amarillo, Texas            | House Show | |       |
| 14                                | Danny Plechas e Mike DiBiase           | 2     | 12 dicembre 1957  | 42     | Amarillo, Texas            | House Show | |       |
| —                                 | Vacante                                | —     | 23 gennaio 1958   | —      | —                          | —          | Reso vacante in seguito ad un finale controverso di una difesa titolata. |       |
| 15                                | Danny Plechas e Mike DiBiase           | 3     | 6 febbraio 1958   | --     | Amarillo, Texas            | House Show | Vincendo uno spareggio per riassegnare il titolo vacante contro George e Sandy Scott |       |
| —                                 | Vacante                                | —     | aprile 1958       | —      | —                          | —          | Reso vacante dopo non essere stato difeso per più di 60 giorni. |       |
| 16                                | Cyclone Anaya e Ricky Romero           | 1     | 8 maggio 1958     | 49     | Lubbock, Texas             | House Show | In un torneo per riassegnare il titolo vacante, sconfiggendo Art Neilson e Tokyo Joe in finale. |       |
| 17                                | Great Bolo (4) e Tokyo Joe (2)         | 2     | 26 giugno 1958    | 7      | Amarillo, Texas            | House Show | |       |
| 18                                | Kurt von Poppenheim e Mighty Zorro     | 1     | 3 luglio 1958     | 13     | Amarillo, Texas            | House Show | |       |
| 19                                | Mike DiBiase (4) e Art Neilson (5)     | 1     | 16 luglio 1958    | 84     | Lubbock, Texas             | House Show | |       |
| 20                                | Gory Guerrero e Ricky Romero (2)       | 1     | 8 ottobre 1958    | 22     | Lubbock, Texas             | House Show | |       |
| 21                                | Art Neilson (6) e Danny Plechas (4)    | 1     | 30 ottobre 1958   | 76     | Amarillo, Texas            | House Show | |       |
| 22                                | Al Costello e Roy Heffernan            | 1     | 14 gennaio 1959   | --     | Lubbock, Texas             | House Show | |       |
| Storia del titolo non documentata |                                        |       |                   |        |                            |            | |       |
| 23                                | Gory Guerrero (2) e Sonny Myers (4)    | 1     | maggio 1969       | --     | --                         | House Show | |       |
| 24                                | Art Neilson (7) e Doug Donovan         | 1     | 27 maggio 1959    | 105    | Lubbock, Texas             | House Show | |       |
| 25                                | Gory Guerrero (3) e Gordo Chihuahua    | 1     | 9 settembre 1959  | --     | Lubbock, Texas             | House Show | |       |
| Storia del titolo non documentata |                                        |       |                   |        |                            |            | |       |
| 26                                | Gory Guerrero (4) e Luis Hernandez     | 1     | 28 ottobre 1959   | --     | --                         | House Show | |       |
| 27                                | Dory Funk (3) e Dick Hutton            | 1     | 25 novembre 1959  | 106    | Lubbock, Texas             | House Show | |       |
| 28                                | Alex Perez e Mighty Ortega             | 1     | 10 marzo 1960     | --     | Amarillo, Texas            | House Show | |       |
| 29                                | Dory Funk (4) e Dick Hutton (2)        | 2     | maggio 1960       | --     | --                         | House Show | |       |
| —                                 | Vacante                                | —     | maggio 1960       | —      | —                          | —          | Il titolo fu reso vacante per un infortunio di Hutton. |       |
| 30                                | Dory Funk (5) e Bob Geigel (2)         | 2     | 25 maggio 1960    | 15     | Lubbock, Texas             | House Show | In uno spareggio per riassegnare il titolo vacante, contro Art Neilson e Nick Roberts. |       |
| 31                                | Art Neilson (8) e Nick Roberts         | 1     | 9 giugno 1960     | --     | Amarillo, Texas            | House Show | |       |
| —                                 | Vacante                                | —     | luglio 1960       | —      | —                          | —          | Il titolo fu reso vacante quando Neilson lasciò il territorio. |       |
| 32                                | Joe Hamilton e Nick Roberts (2)        | 1     | 28 luglio 1960    | --     | Amarillo, Texas            | House Show | In uno spareggio per riassegnare il titolo vacante, contro Mike DiBiase e Dr. X. |       |
| —                                 | Vacante                                | —     | agosto 1960       | —      | —                          | —          | Il titolo fu reso vacante per un infortunio di Hamilton. |       |
| 33                                | Alex Perez (2) e Pancho Lopez          | 1     | 19 ottobre 1960   | 35     | Lubbock, Texas             | House Show | In uno spareggio per riassegnare il titolo vacante, contro Antone Leone e Tony Morelli. |       |
| 34                                | Gory Guerrero (5) e Pancho Lopez (2)   | 1     | 23 novembre 1960  | --     | --                         | House Show | Perez cedette la sua parte di titolo a Guerrero. |       |
| Storia del titolo non documentata |                                        |       |                   |        |                            |            | |       |
| 35                                | Gene Kiniski e Fritz Von Erich         | 1     | 16 agosto 1962    | --     | --                         | House Show | |       |
| Storia del titolo non documentata |                                        |       |                   |        |                            |            | |       |
| 36                                | Bob Stanlee e Steve Stanlee            | 1     | 3 marzo 1963      | --     | --                         |            | |       |
| Storia del titolo non documentata |                                        |       |                   |        |                            |            | |       |
| 37                                | José Lothario e Pepper Gomez           | 1     | 11 agosto 1964    | --     | El Paso, Texas             | House Show | |       |
| Storia del titolo non documentata |                                        |       |                   |        |                            |            | |       |
| 38                                | Eddie Graham (4) e Sam Steamboat       | 1     | 1 luglio 1965     | --     | --                         | House Show | Graham aveva già vinto il titolo precedentemente con il nome di Rip Rogers. |       |
| Storia del titolo non documentata |                                        |       |                   |        |                            |            | |       |
| 39                                | Dory Funk Jr. e Terry Funk             | 1     | 30 ottobre 1966   | --     | Albuquerque, Nuovo Messico | House Show | |       |
| Storia del titolo non documentata |                                        |       |                   |        |                            |            | |       |
| 40                                | Harley Race e Larry Hennig             | 1     | maggio 1967       | --     | --                         | House Show | Nel territorio di Amarillo, nello stesso periodo, era difeso anche l'AWA World Tag Team Championship. |       |
| 41                                | Bearcat Wright e Thunderbolt Patterson | 1     | 28 giugno 1967    | --     | Denver, Colorado           | House Show | |       |
| Storia del titolo non documentata |                                        |       |                   |        |                            |            | |       |
| 42                                | Dr. Blood e The Medic                  | 1     | 28 giugno 1967    | --     | Denver, Colorado           | House Show | |       |
| 43                                | Gory Guerrero (6) e Luis Hernandez     | 1     | 6 novembre 1967   | 9      | El Paso, Texas             | House Show | |       |
| 44                                | Karl Von Brauner e Kurt Von Brauner    | 1     | 15 novembre 1967  | 140    | Lubbock, Texas             | House Show | |       |
| 45                                | Nick Bockwinkel e Ricky Romero (3)     | 1     | 3 aprile 1968     | 50     | Lubbock, Texas             | House Show | |       |
| 46                                | Karl Von Brauner e Kurt Von Brauner    | 2     | 23 maggio 1968    | 26     | Amarillo, Texas            | House Show | |       |
| 47                                | Dory Funk Jr. e Terry Funk             | 2     | 18 giugno 1968    | 100    | San Angelo, Texas          | House Show | |       |
| 48                                | Inferno #1 e Inferno #2                | 1     | 26 settembre 1968 | 21     | Amarillo, Texas            | House Show | |       |
| 49                                | Dory Funk Jr. e Terry Funk             | 3     | 17 ottobre 1968   | 48     | Amarillo, Texas            | House Show | |       |
| 50                                | Chati Yokouchi e Mr. Ito               | 1     | 4 dicembre 1968   | --     | Lubbock, Texas             | House Show | |       |
| —                                 | Disattivato                            | —     | marzo 1969        | —      | —                          | —          | Il titolo viene disattivato e sostituito dal NWA Western States Tag Team Championship. |       |